# European Professional Football Leagues
European Professional Football Leagues (abreviat EPFL, tradus: Ligile Europene Profesioniste de Fotbal) este o organizație sportivă europeană, dedicată fotbalului, creată în anul 1997, inițial fiind denumită Association of the European Union Premier Professional Football Leagues (EUPPFL).
Membrii săi sunt 21 de ligi profesioniste de fotbal din 21 de țări: Anglia, Austria, Belgia, Bulgaria, Danemarca, Elveția, Finlanda, Franța, Germania, Grecia, Italia, Norvegia, Olanda, Polonia, Portugalia, Rusia, Scoția, Serbia, Spania, Suedia și Ucraina. Adițional, sunt alte opt ligi cu statut de membri asociați, din țările de enumerate anterior și Turcia.

## Legături externe
- Official website Arhivat în 22 iunie 2012, la Wayback Machine.
- EPFL pe site-ul UEFA